# Phổ Lan Điếm
Phổ Lan Điếm (chữ Hán giản thể: 普兰店区, âm Hán Việt: Phổ Lan Điếm khu) là một quận của địa cấp thị Đại Liên, tỉnh Liêu Ninh, Cộng hòa Nhân dân Trung Hoa. Quận Phổ Lan Điếm có diện tích 2923 km², dân số 830.000 người, mã số bưu chính 116200. Chính quyền nhân dân quận đóng ở số 12 đường Phủ Tiền. Về mặt hành chính, quận Phổ Lan Điếm được chia thành 4 nhai đạo biện sự xứ, 14 trấn và 1 hương. Các dơn vị này lại được chia thành 21 uỷ ban xã cư, 179 uỷ ban thôn dân.
- Nhai đạo biện sự xứ: Phong Vinh, Đại Bình, Thiết Tây, Nam San.
- Trấn: Đại Lưu Gia, Dương Thụ Phòng, Ngõa Sào, Tứ Bình, Liên Sơn, Giáp Hà, Đại Đàm, Nguyên Đài, Song Tháp, Bì Khẩu, Tinh Đài, Thành Tử Thản, Sa Bao, An Ba.
- Hương: Đồng Ích.